# Ernst Link
Ernst Link (* 3. Juni 1873 in Koblenz; † 25. Juni 1952 in Seehausen am Staffelsee) war ein deutscher Wasserbauingenieur.

## Leben
Ernst Link war ein Sohn des Koblenzer Pfarrers und Theologie-Professors Theodor Georg Anton Link (1831–1896) und dessen Ehefrau Emma Friederike Karoline Link geb. von Gizycki (1831–1919), sein Onkel mütterlicherseits war der Maschinenbauingenieur Adolf von Gizycki. Er besuchte das Gymnasium in Koblenz, nach dem Abitur studierte er Bauingenieurwesen an der École polytechnique fédérale de Lausanne, der Technischen Hochschule Aachen und der Technischen Hochschule Hannover. In Aachen wurde er Mitglied des Corps „Delta“. 1895 bestand er in Hanover das 1. Staatsexamen mit dem Hauptfach Wasserbau, es schloss sich das Referendariat als Regierungsbauführer an. Das nächste Jahr verbrachte er bei Otto Intze als Assistent an dessen Lehrstuhl für Wasserbau an der Technischen Hochschule Aachen. Nach praktischen Tätigkeiten bei verschiedenen Wasserbauverwaltungen in Norddeutschland sowie der Weichselstromverwaltung in Danzig bestand er 1900 das 2. Staatsexamen und wurde zum Regierungsbaumeister (Assessor in der öffentlichen Bauverwaltung) ernannt. Er wurde zur durch Otto Intze geleiteten Talsperrenplanung bei der Bezirksregierung Aachen versetzt. Zunächst mit den Vorarbeiten und Planungen der Ennepetalsperre, der Fürwiggetalsperre, der Hasper Talsperre, der alten Hennetalsperre und der Oestertalsperre beschäftigt, leitete er von 1902 bis 1904 den Bau der Fürwiggetalsperre.
Nach kurzen Tätigkeiten beim Neubauamt für die Erweiterung der Ruhrhäfen in Duisburg-Ruhrort und bei der Emschergenossenschaft in Essen trat er Anfang 1905 aus dem Staatsdienst aus und wurde leitender Beamter und Baudirektor beim Ruhrtalsperrenverein in Essen. Nach seinem Vorschlag und unter seiner Oberbauleitung wurden zwischen 1908 und 1913 die Möhnetalsperre, bei der heute noch der Linkturm an ihn erinnert, und die Listertalsperre errichtet. Von 1926 bis 1935 folgte der Bau der Sorpetalsperre, des damals größten Bauwerks Europas.
Mit einer grundlegenden Arbeit über die Querschnittsbestimmung von Staumauern wurde Link 1925 an der Technischen Hochschule Aachen zum Dr.-Ing. promoviert. Die Verwendung von Kunsttrass aus Hochofenschlacke geht auf ihn zurück. Die gute landschaftliche Einbindung der von ihm geplanten und gebauten Talsperren, Wehr- und Wasserkraftanlagen war ihm ein besonderes Anliegen. Er veröffentlichte zahlreiche Artikel zu Fragen des Talsperrenbaus in der Fachliteratur und in der Tagespresse und fungierte als Gutachter bei in- und ausländischen Talsperrenprojekten.
Seit 1904 war er verheiratet mit Frida Gros (1881–1972), mit der er acht Töchter und vier Söhne – Harald, Eberhard, Ulrich und Max-Rüdiger – hatte.

## Auszeichnungen
- Plakette der Weltausstellung Paris 1900
- preußischer Roter Adlerorden 4. Klasse
- preußische Rote Kreuz-Medaille
- Ehrendoktorwürde der Technischen Hochschule Berlin (als Dr.-Ing. E. h.), 1927